# Stolephorus multibranchus
Stolephorus multibranchus är en fiskart som beskrevs av Wongratana, 1987. Stolephorus multibranchus ingår i släktet Stolephorus och familjen Engraulidae. Inga underarter finns listade i Catalogue of Life.